# Capanna Alpe Canaa
Die Capanna Alpe Canaa (deutsch Canaahütte) ist eine Selbstversorgerhütte auf der Alpe Canaa unterhalb des Pizzo Cramalina in der Gemeinde Lodano im oberen Valle di Lodano in den Tessiner Alpen. Sie ist Schutzhütte und Etappenort auf der Via Alta Vallemaggia.

## Beschreibung
Die Hütte auf der Alpe Canaa befindet sich auf (1843 m ü. M.) am Fusse des Pizzo Cramalina (2321 m ü. M.) über Lodano.
Die Hütte besteht aus zwei Gebäuden, die aus den Ruinen der früheren Alpe Canaa aufgebaut wurden. Die Hütte verfügt über 20 Schlafplätze (Duvets) mit Dusche und WC. Sie ist einige Wochen im Jahr bewartet. Unbewartet bietet sie Kochmöglichkeiten. Es stehen Getränke und Lebensmittel zur Verfügung (Pasta, Reis usw.). Tiere sind nicht erlaubt.

## Zustiege
Die Hütte ist über folgende Bergwege erreichbar (Schwierigkeitsgrad T2):
- Von Lodano (Maggiatal) – Castèll – Alpe Canaa in 4 ½ Stunden Gehzeit
- Von Lodano – Soláda d Zóra – Alp di Pii – Alpe Canaa in 4 ½ Stunden
- Von Gresso (Onsernonetal) – Pass della Bássa – Alpe Canaa in 3 Stunden

## Übergänge zu benachbarten Hütten
- Von der Capanna Alzasca in 3 Stunden 45 Minuten.